# Atletica leggera alla XXVIII Universiade - Getto del peso maschile
La gara di getto del peso maschile alla XXVIII Universiade si è tenuta l'8 luglio 2015 al Gwangju Universiade Main Stadium di Gwangju.

## Classifica finale
| Pos.    | Atleta                 | Nazione       | Lanci | Lanci | Lanci | Lanci | Lanci | Lanci | Misura | Note                                     |
| Pos.    | Atleta                 | Nazione       | 1°    | 2°    | 3°    | 4°    | 5°    | 6°    | Misura | Note                                     |
| ------- | ---------------------- | ------------- | ----- | ----- | ----- | ----- | ----- | ----- | ------ | ---------------------------------------- |
| Oro     | Inderjeet Singh        | India         | n     | 18,79 | 18,95 | 18,30 | 19,80 | 20,27 | 20,27  |                                          |
| Argento | Andrei Gag             | Romania       | 19,75 | n     | 19,37 | n     | 19,28 | 19,92 | 19,92  |                                          |
| Bronzo  | Aleksandr Bulanov      | Russia        | 19,84 | 19,75 | 19,52 | 19,23 | 19,27 | 19,43 | 19,84  |                                          |
| 4       | Mikhail Abramchuk      | Bielorussia   | 18,68 | 18,59 | 19,48 | 19,19 | 18,92 | 19,09 | 19,48  |                                          |
| 5       | Tajinderpal Singh Toor | India         | 19,24 | 18,90 | n     | n     | 18,17 | n     | 19,24  | Miglior prestazione personale            |
| 6       | Jaco Engelbrecht       | Sudafrica     | 19,20 | n     | 18,36 | n     | n     | n     | 19,20  |                                          |
| 7       | Šarūnas Banevičius     | Lituania      | 17,99 | 18,06 | 18,66 | n     | n     | n     | 18,66  | Miglior prestazione personale stagionale |
| 8       | Guo Yanxiang           | Cina          | 18,28 | 18,43 | 18,27 | 18,30 | 18,39 | 18,10 | 18,43  |                                          |
| 9       | Konstantin Lyadusov    | Russia        | n     | n     | 18,43 | N.D.  | N.D.  | N.D.  | 18,43  |                                          |
| 10      | Braheme Days           | Stati Uniti   | 18,40 | n     | n     | N.D.  | N.D.  | N.D.  | 18,40  |                                          |
| 11      | Nicolas Martina        | Argentina     | 16,49 | 17,29 | 16,57 | N.D.  | N.D.  | N.D.  | 17,29  |                                          |
| 12      | Francisco Belo         | Portogallo    | n     | 16,02 | 17,06 | N.D.  | N.D.  | N.D.  | 17,06  |                                          |
| 13      | Kenneth Hudlebusch     | Danimarca     | 16,62 | 16,66 | 16,45 | N.D.  | N.D.  | N.D.  | 16,66  |                                          |
| 14      | Mathieu Marcoccia      | Canada        | 15,95 | n     | 16,28 | N.D.  | N.D.  | N.D.  | 16,28  |                                          |
| 15      | Lee Hyung-geun         | Corea del Sud | 16,17 | n     | 15,82 | N.D.  | N.D.  | N.D.  | 16,17  |                                          |
| 16      | Charbel Saad           | Libano        | 12,47 | n     | 12.58 | N.D.  | N.D.  | N.D.  | 12,58  |                                          |
| -       | Saleem Fadel           | Qatar         | n     | n     | n     | N.D.  | N.D.  | N.D.  | nm     |                                          |
| -       | Stephen Mozia          | Nigeria       | N.D.  | N.D.  | N.D.  | N.D.  | N.D.  | N.D.  | dns    |                                          |